# 21 cm Nebelwerfer 42
El 21 cm Nebelwerfer 42 (21 cm NbW 42) era un lanzacohetes múltiple alemán empleado en la Segunda Guerra Mundial. Fue empleado por las unidades Nebeltruppen del Heer, el equivalente alemán al Cuerpo Químico del Ejército de los Estados Unidos. El Cuerpo Químico estaba a cargo del despliegue de armas químicas y fumígenas, pero empleó sus piezas de artillería para disparar proyectiles de alto poder explosivo durante la guerra, al igual que las Nebeltruppen. Su nombre se traduce como lanzador de niebla. Estuvo en servicio entre 1942 y 1945 en todos los frentes, excepto en Noruega. Fue adaptado para combate aéreo por la Luftwaffe en 1943.   

## Descripción

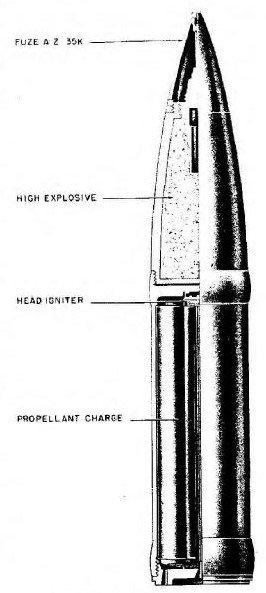
Diagrama del cohete 21 cm Wurfgranate 42.

El  21 cm NbW 42 era un lanzacohetes múltiple con cinco tubos, montado sobre un afuste modificado del cañón antitanque 3,7 cm PaK 36. Se añadió una pata estabilizadora al frente del afuste para equilibrar el lanzador cuando lanzaba sus cohetes.
El cohete 21 cm Wurfgranate 42 era estabilizado por rotación, lanzado mediante una descarga eléctrica y solamente montaba ojivas de alto poder explosivo. La tobera del cohete contenía 22 orificios espaciados uniformemente alrededor de su borde, en un ángulo de 16° respecto al eje del cohete para poder proporcionarle una rotación en sentido horario. Los cohetes tenían una llamativa estela de humo que levantaba mucha tierra al momento de su lanzamiento, por lo que el equipo debía ponerse a cubierto antes del lanzamiento. Esto significaba que podían ser fácilmente localizados y debían reubicarse rápidamente para evitar el fuego contra-batería. Los cohetes eran lanzados uno después de otro, en una andanada cronometrada, pero el lanzacohetes no podía lanzar cohetes de forma individual. A los cohetes se les podía montar espoletas de impacto o de acción retardada, según fuese necesario. Se podían instalar rieles adaptadores dentro de los tubos lanzadores para poder emplear los cohetes 15 cm Wurfgranate 41 con ojivas de alto poder explosivo, fumígenas o químicas.
A pesar de las características aerodinámicas mejoradas del cohete Wgr. 42 respecto al 15 cm Wgr. 41, demostró tener problemas de dispersión similares; principalmente dentro de un área de 500 m de largo y 130 m de ancho a causa de la combustión desigual de su motor de combustible sólido.

## Uso por el Heer
Los lanzacohetes múltiples 21 cm Nebelwerfer 42 fueron organizados en baterías de seis lanzadores, con tres baterías por batallón. Estos batallones estaban concentrados en regimientos (Werfer-Regimenter) y brigadas (Brigaden) independientes. Fueron empleados en el Frente del Este, el norte de África, la Campaña de Italia y la defensa de Francia y Alemania en 1944-1945.

## Uso por la Luftwaffe como el lanzacohetes Wfr. Gr. 21 (BR 21)

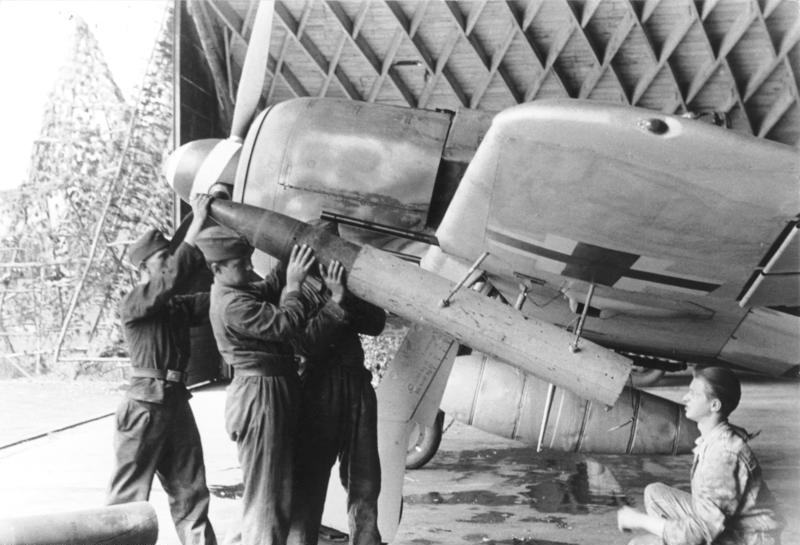
Armando un Fw 190 con el cohete WGr. 21.

El cohete fue adaptado para uso aire-aire por la Luftwaffe en 1943, con una espoleta cronométrica y una ojiva más grande que pesaba 40,8 kg, recibiendo la designación Wfr. Gr. 21, o BR 21 (abreviación de Bordrakete (cohete de a bordo, en alemán). Los cohetes se utilizaron para romper las formaciones cerradas de bombarderos Aliados, principalmente los de la Octava Fuerza Aérea, para dispersarlos y hacerlo más vulnerables a los ataques de los cazas alemanes mientras se hallaban fuera del alcance de las ametralladoras de los bombarderos. El Wfr. Gr. 21 era montado en los cazas Messerschmitt Me 109 y Focke-Wulf Fw 190 (un tubo lanzador debajo de cada ala) y en los cazas pesados Messerschmitt Me 110 (dos tubos lanzadores bajo cada ala). El primer ataque con cohetes contra bombarderos estadounidenses del que se tiene noticia tuvo lugar el 29 de julio de 1943, siendo llevado a cabo por aviones de las alas de caza JG 1 y JG 11, durante el bombardeo estratégico de Kiel y Warnemünde. La evidencia fotográfica indica que los húngaros instalaron tres tubos lanzadores debajo de cada ala de algunos de sus cazas pesados bimotores Messerschmitt Me 210 Ca-1. Sin embargo, el alto arrastre producido por los tubos lanzadores reducía la velocidad y la maniobrabilidad del avión atacante, una desventaja que podía ser fatal si se encontraba con cazas Aliados. Además, el montaje del tubo lanzador bajo el ala, que generalmente dirigía el cohete unos 15º hacia arriba respecto del plano de vuelo para contrarrestar la considerable caída balística del proyectil en vuelo después del lanzamiento, incrementaba el problema del arrastre. Los estadounidenses apodaron "pelotas de béisbol llameantes" a los cohetes de 210 mm, a causa de su parecido con una esfera de fuego cuando volaban.
Se sabe que a veces el caza pesado Messerschmitt Me 410 Hornisse era equipado con los cuatro tubos lanzadores del Me 110. Pero en uno se probó una instalación experimental de seis tubos lanzadores, parecida al 15 cm Nebelwerfer 41, montada en la bodega de armas debajo del morro del Me 410. El conjunto de tubos lanzadores, inclinados 15° hacia arriba (como en los montajes subalares), fue ideado para rotar como el tambor de un revólver, con cada cohete siendo lanzado desde el tubo expuesto debajo del morro del avión. Se realizó un vuelo de prueba el 3 de febrero de 1944, pero la idea demostró ser un fracaso porque el fogonazo de los cohetes causó importantes daños al avión.
Una adaptación similar de los componentes del 21 cm Nebelwrfer 42 también fue empleada en una versión antibombardero experimental del bombardero pesado Heinkel He 177, conocida como Grosszerstörer, que proponía la instalación de 33 tubos lanzadores que dispararían hacia arriba en un ángulo de 60° dentro su bodega de bombas (de forma similar al afuste Schräge Musik para cañones automáticos empleado en los cazas nocturnos alemanes) y disparando ligeramente a estribor, mientras volaba a 2 km debajo de las formaciones cerradas de bombarderos de la USAAF - se intentaron unas cuantas intercepciones de prueba, sin contacto con los bombarderos estadounidenses, pero habría caído víctima de los numerosos cazas que escoltaban a los bombarderos.[cita requerida]